# Нові Храковичі
Нові Храковичі — (біл. вёска Новыя Хракавічы), село (веска) в складі Брагінського району розташоване в Гомельській області Білорусі. Село підпорядковане Чемериській сільській раді і в ньому мешкає 65 осіб (станом на 2004 рік).
Село Нові Храковичі розташоване на південному сході Білорусі, у південній частині Гомельської області, неподалік від районного центру Брагіна (за 16 кілометрів східніше).